# Anselme Mathieu
Anselme Mathieu (Châteauneuf-du-Pape, 21 aprile 1828 – Châteauneuf-du-Pape, 8 febbraio 1895) è stato un poeta francese in lingua occitana.

## Biografia

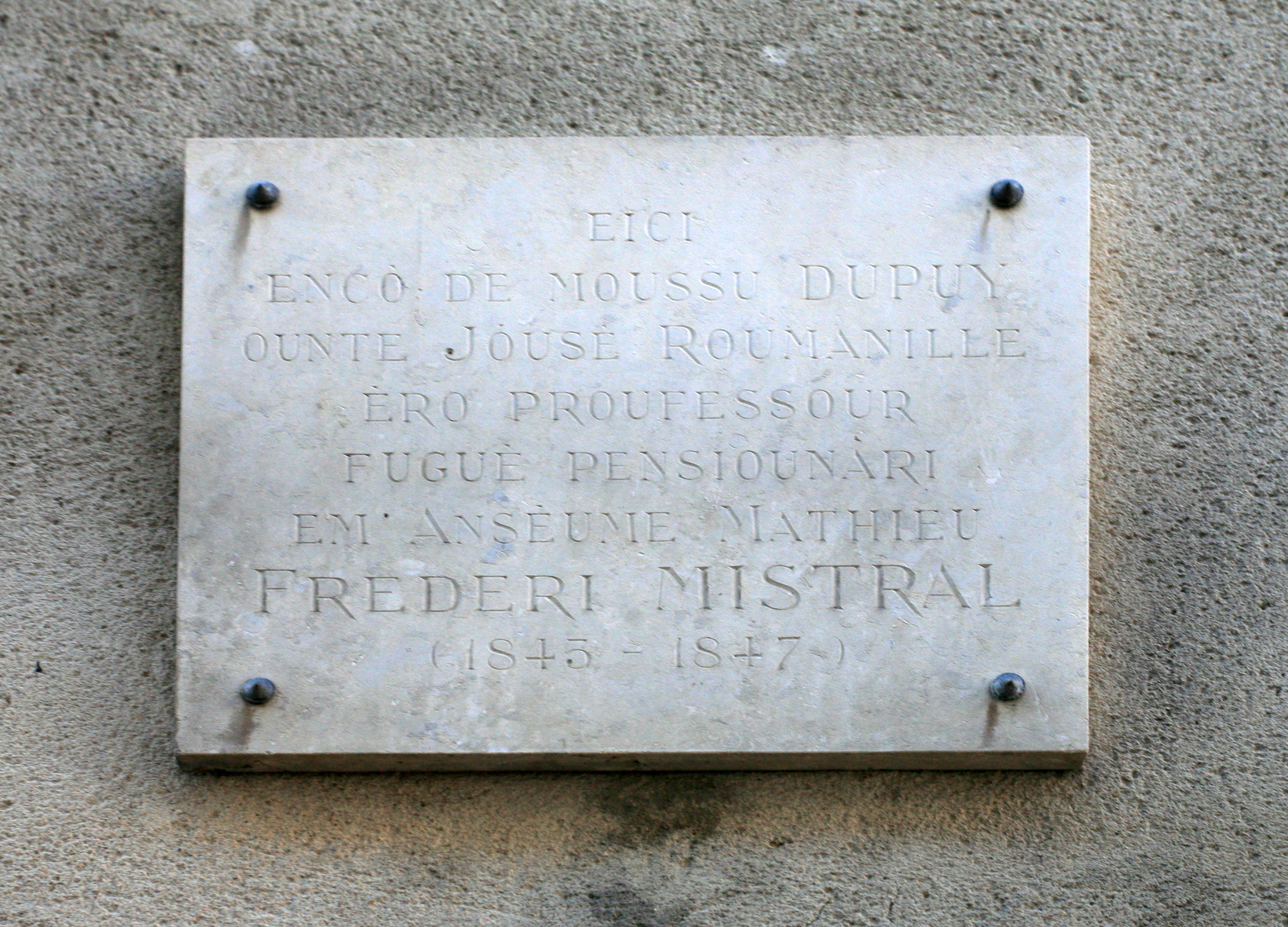
Placca apposta sul muro del collegio di via Louis Pasteur ad Avignone, dove Joseph Roumanille ebbe come allievi Anselme Mathieu e Frédéric Mistral.

I suoi genitori erano i proprietari di quarta generazione del "Domaine Mathieu", azienda vitivinicola tuttora esistente; il cui vino venne notevolmente apprezzato dallo scrittore provenzale Alphonse Daudet, che lo definì "regale, imperiale, pontificale", e dagli scrittori parigini Alexandre Dumas e Alphonse Lamartine.  
Studiò al collegio-pensionato studentesco "Dupuy" in via Louis Pasteur ad Avignone, dove ebbe come professore Joseph Roumanille, promotore del movimento letterario occitano.
Nello stesso collegio ebbe anche la possibilità di frequentare l'allora studente Frédéric Mistral, futuro scrittore occitano e premio Nobel per la letteratura.
Oggi una scuola media di Avignone porta il suo nome, "Collège Anselme Mathieu".

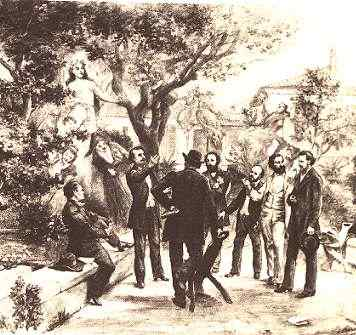
Riunione dei sette fondatori del movimento felibrista nel 1854.

Il 21 maggio 1854 fu uno dei sette fondatori dell'associazione Félibrige per il recupero e la valorizzazione, soprattutto letteraria, della lingua occitana; 
insieme agli altri sei scrittori provenzali Joseph Roumanille, Frédéric Mistral, Théodore Aubanel, Jean Brunet, Paul Giéra e Alphonse Tavan.

## Opere
- La farandoulo (La farandola), 1862, Éditeur Bonnet & fils (Raccolta di poesie, con prefazione di Frédéric Mistral)
- Armana prouvençau (Almanacco provenzale). Rivista letteraria, tuttora pubblicata annualmente, nella quale l'autore pubblicò alcune poesie sotto lo pseudonimo di "Félibre de Poutoun"